# Lucernaria janetae
Lucernaria janetae is een neteldier uit de klasse Staurozoa en behoort tot de familie Lucernariidae. Lucernaria janetae is een uitzonderlijk grote gesteelde kwal die in 2003 werd ontdekt op diepzee hydrothermale bronnen op de Oost-Pacifische Rug en in 2005 voor het eerst wetenschappelijk werd beschreven door Collins & Daly. Deze soort is vernoemd naar Dr. Janet Voight van het Field Museum of Natural History in Chicago "als erkenning voor haar inzet voor het ontdekken en beschrijven van diepzee-ongewervelde dieren".

## Beschrijving
L. janetae is een uitzonderlijk grote gesteelde kwal. Het heeft acht verschillende armen die zijn getipt met clusters van ongeveer 100 secundaire tentakels. Kleine juveniele exemplaren van deze soort hebben soms kleine, eivormige primaire tentakels, maar deze zijn altijd afwezig bij volwassen dieren. Deze soort heeft geen ankertentakels. De 'paraplu' (kelk) van dit organisme is bekervormig en roomwit met een vleugje groen of oranje. Het is tot 100 mm breed en 50 mm hoog met een aanzienlijk grotere kelkgrootte dan die van andere leden van dit geslacht. De steel heeft dezelfde kleur als de kelk. In tegenstelling tot de steeltjes van veel Stauromedusae, die vaak vier kamers hebben, heeft de steel van L. janetae maar één kamer.

## Verspreiding en leefgebied
Het is de enige bekende Lucernaria-soort uit de Grote Oceaan. Alle andere leden van dit geslacht leven in de Atlantische Oceaan. Het is de eerste en momenteel de enige bekende Stauromedusan waarvan wordt beschreven dat hij in de buurt van een hydrothermale bron woont. L. janetae is gevonden op diepten tussen 2500-2700 meter. Toen het de soort werd beschreven, werd aangenomen dat het het op één na diepste lid van het geslacht Lucernaria was, de diepst levende bekende Stauromedusan was toen Lucernaria bathyphila, geregistreerd op een diepte van 2800 meter. Een recente studie vond echter organismen die L. janetae zouden kunnen zijn op 3001 meter hoogte. Vanaf 2006 zijn deze organismen de diepst levende bekende Stauromedusae. In tegenstelling tot de meeste Stauromedusae, die solitaire organismen zijn, vormt L. janetae grote populaties en, waar het voorkomt, is het de dominante macrofauna.